# Східне нагір'я
Східне нагір'я, також відоме як нагір'я Маніка, — гірська система на кордоні Зімбабве та Мозамбіку. Вона простягається з півночі на південь приблизно на 300 км через провінцію Манікаленд в Зімбабве та провінцію Маніка у Мозамбіку.

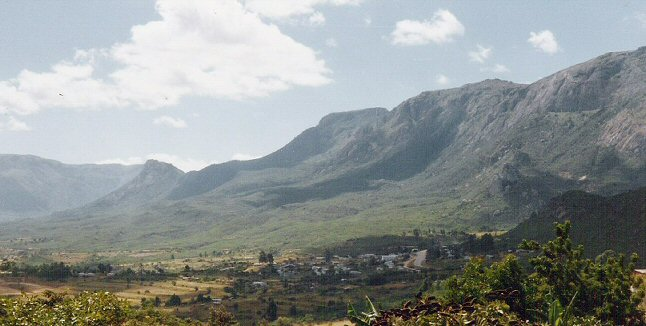
Вид на гори Східного нагір'я з міста Маніка (Мозамбік)

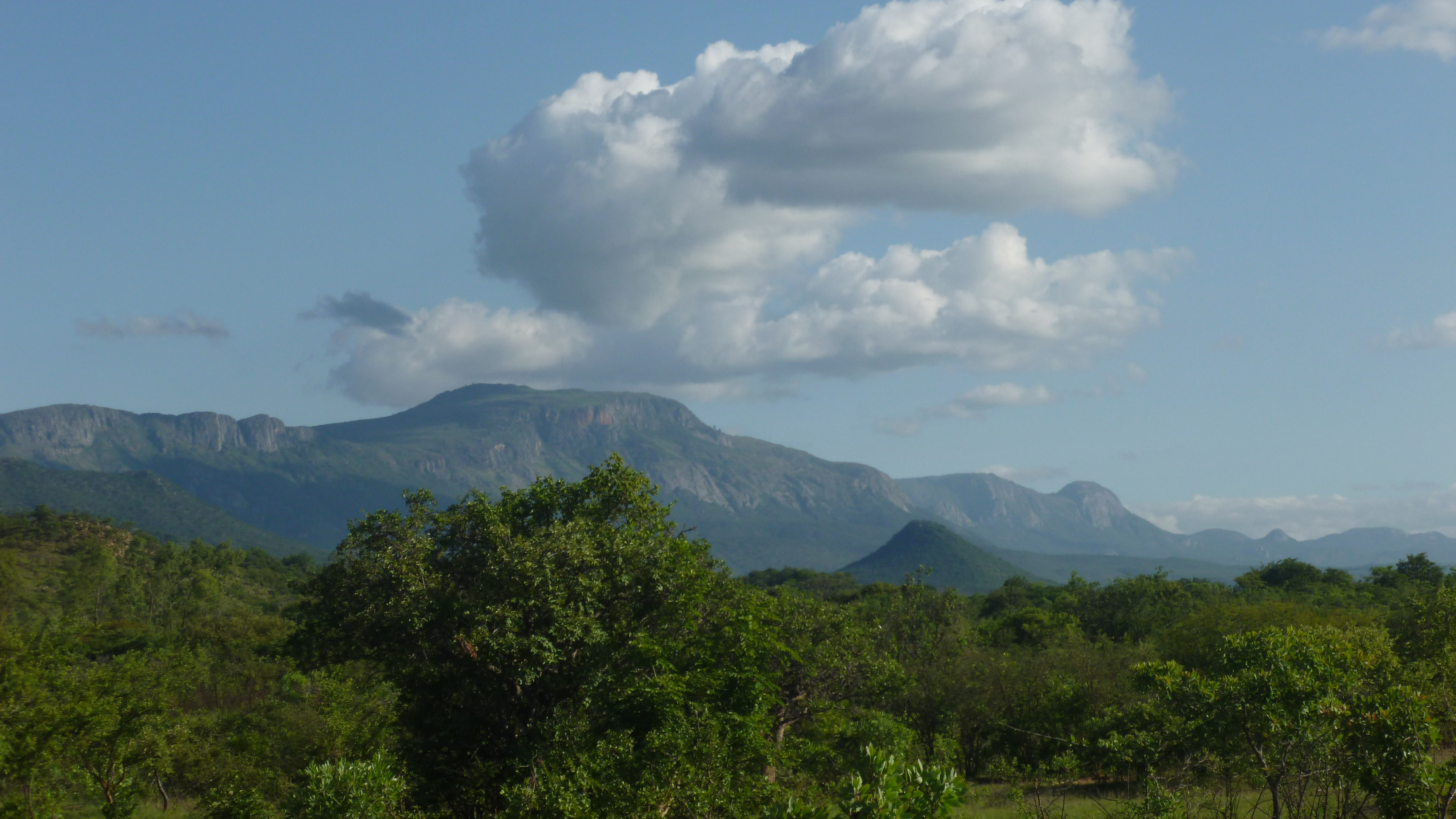
Ландшафт Східного нагір'я

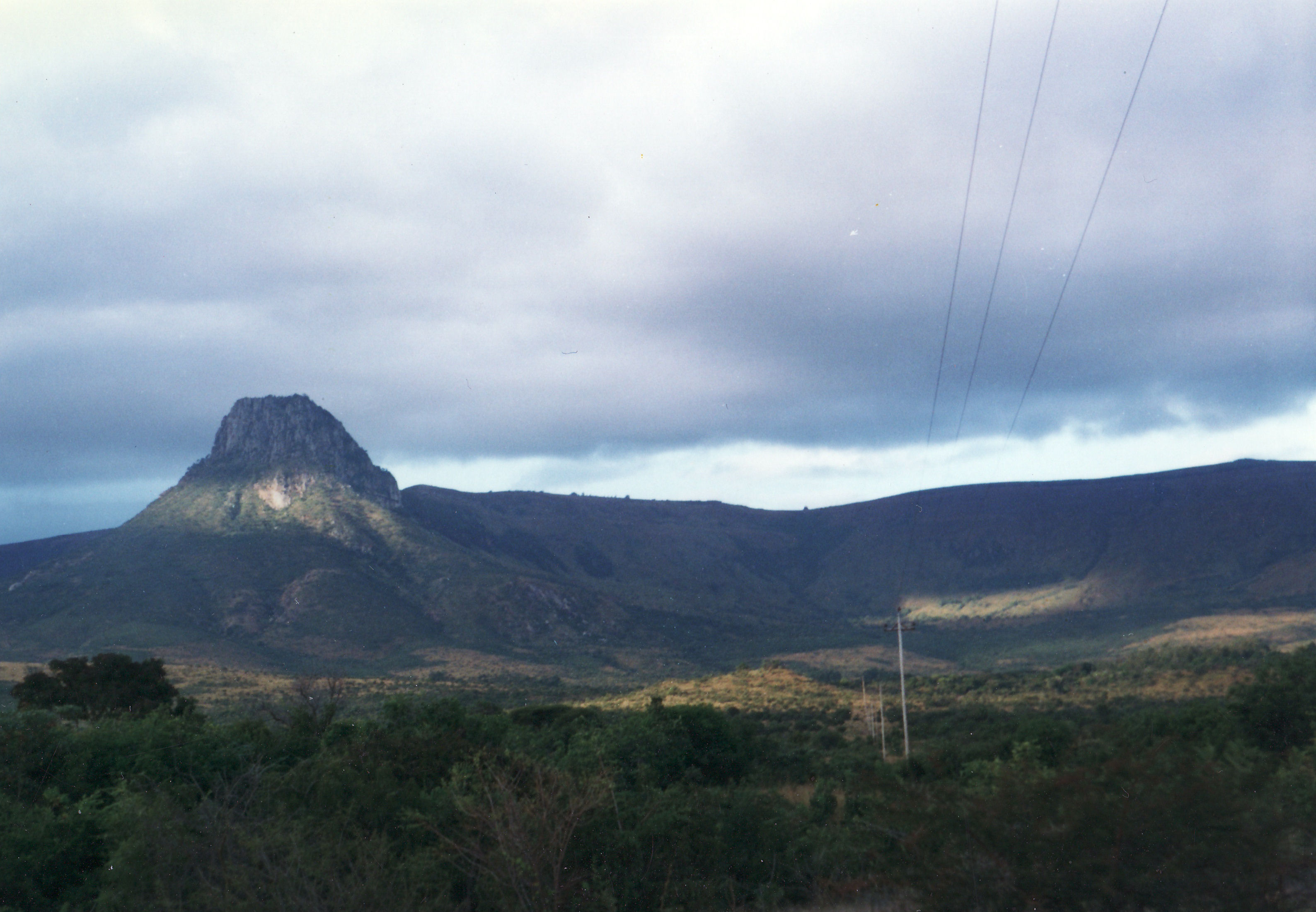
Гора Мозі на півночі Східного нагір'я

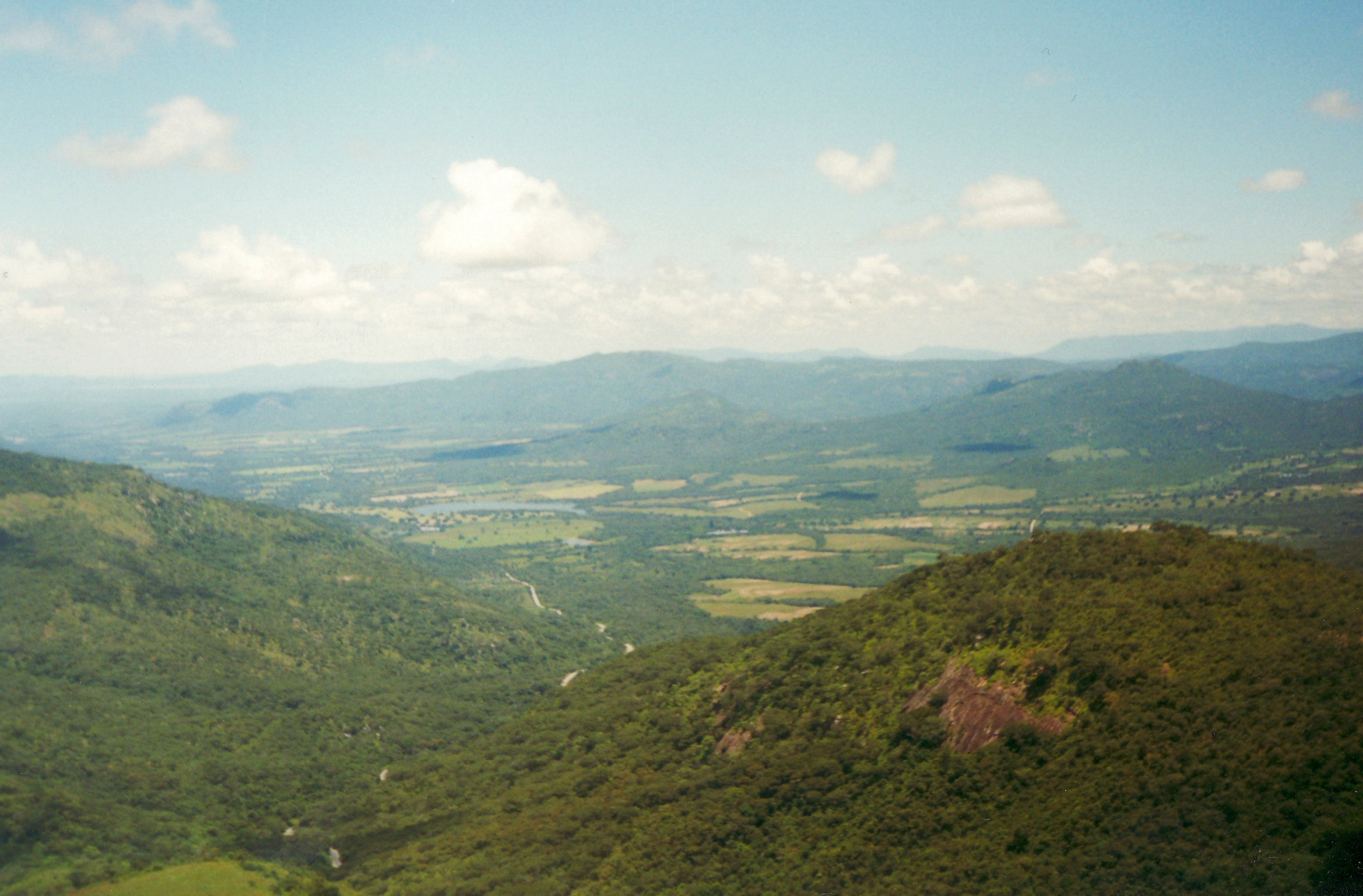
Долина Бурма (долина, Зімбабве) в горах Східного нагір'я

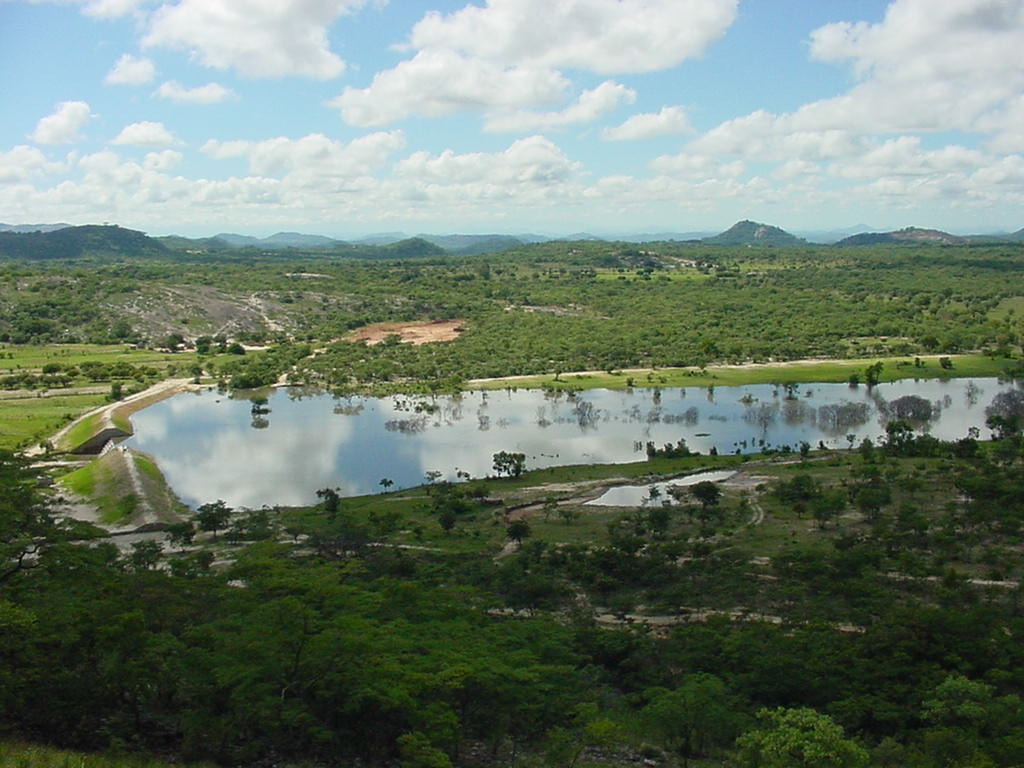
Озеро в горах Східного нагір'я

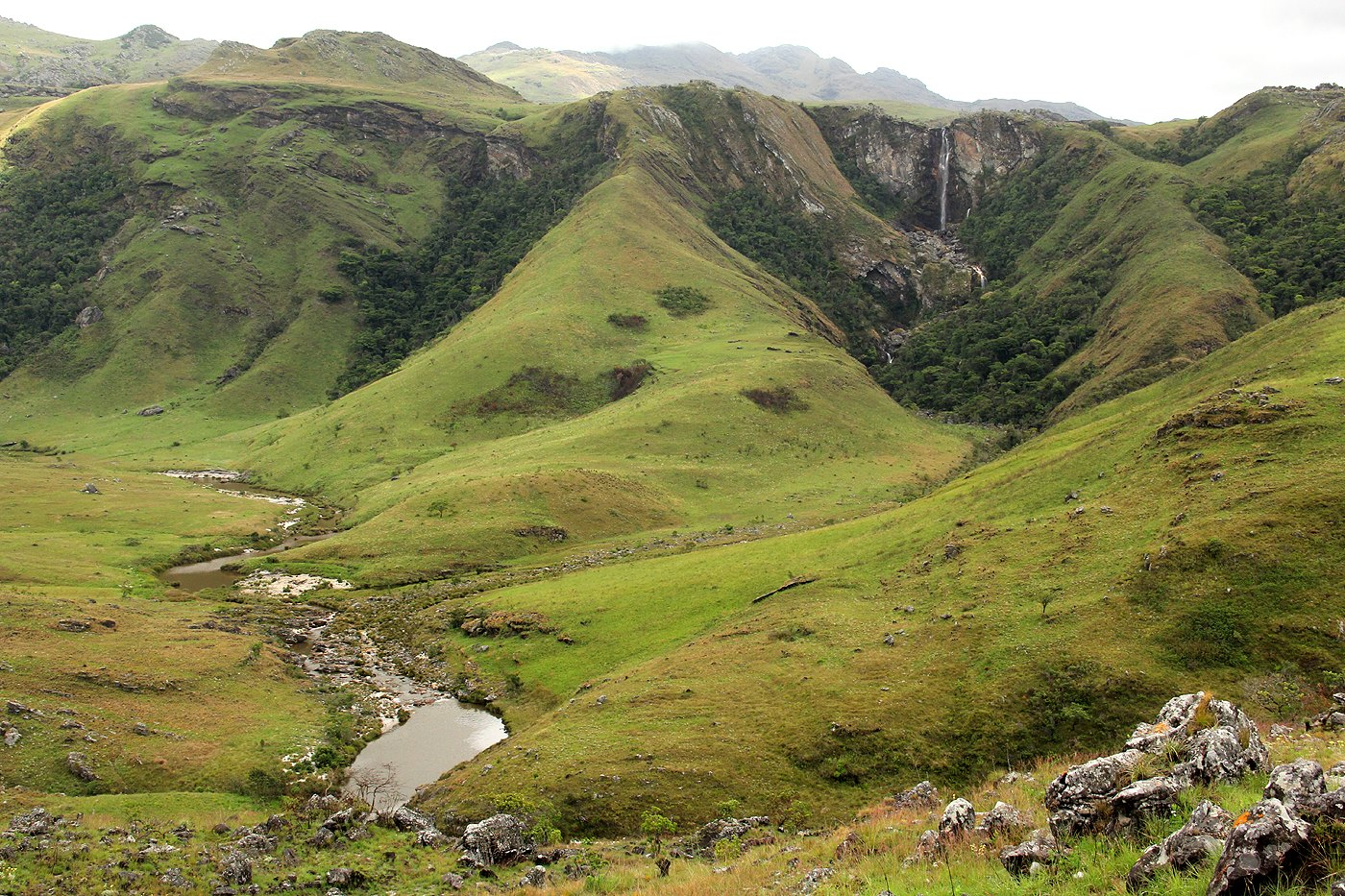
Високогір'я Чіманімані

Східне нагір'я виділяють у окремий афротропічний екорегіон гірських луків та чагарників під назвою Гірські ліси та луки Східного Зімбабве або Мозаїка гірських луків та лісів Східного Зімбабве (ідентифікатор WWF: AT1006). Цей екорегіон охоплює частину нагір'я, розташовану на висоті понад 1000 м над рівнем моря, а також ізольовану гору Горонгоса, розташовану в провінції Софала в центральному Мозамбіку, приблизно за 100 км на схід від кордону з Зімбабве. Передгір'я Східного нагір'я є частиною екорегіону південних міомбових рідколісь.
Високогір'я регіону мають більш прохолодний та вологий клімат, ніж навколишні низовини. В горах екорегіону зустрічаються різноманітні рослинні угруповання: передгірські та гірські луки, вологі вічнозелені ліси, сухі гірські ліси, міомбові рідколісся та пустища.

## Географія
Східне нагір'я складається з трьох основних гірських масивів — гір Ньянга, Бвумба та Чіманімані — і кількох менших гірських хребтів. Гори регіону є переважно малонаселеними, вкриті луками, чагарниками, рідколіссями та лісами.
Гори Ньянга, розташовані на півночі Східного нагір'я, включають гору Ньянгані, найвищу гору Зімбабве висотою 2592 м, та водоспад Мутаразі висотою 762 м, другий за висотою в Африці. На північний схід від гір Ньянга, на території Мозамбіку, лежать гори Чоа. На південний схід від гір Ньянга, на кордоні Зімбабве та Мозамбіку, розташована густонаселена долина Хонде, багата на чайні і кавові плантації та інші сільськогосподарські угіддя.
Між горами Ньянга та Бвумба лежить ущелина Мутаре. В цій сідловині розташоване місто Мутаре, центр провінції Манікаленд та найбільше місто у Східному нагір'ї. Основною дорогою, що пролягає через гори із заходу на схід є A3 (Зімбабве) — N6 (Мозамбік), яка з'єднує порт Бейра у Мозамбіку зі столицею Зімбабве Хараре і проходить через Шімойо, Маніку та Мутаре, перетинаючи кордон у Мачіпанді. Залізниця Бейра — Булавайо також перетинає високогір'я і пролягає через Мачіпанду.
В центральній частині Східного нагір'я розташовані гори Бвумба, які лежать на південь від Мутаре. Вони переважно розташовані на території Зімбабве, але кряж Монте-Вумба на південному сході цих гір лежить на території Мозамбіку. На південь і схід від гір Бвумба розташована сільськогосподарська долина Бурма. На південь і схід від цієї долини вздовж зімбабвійсько-мозамбіцького кордону простягаються плато Цецера, Гвені і Тандара, розділені долинами річок, що протікають ущелинами зі сходу на захід.
Гори Чіманімані лежать на південь від річки Муссапа-Пекено, яка відділяє їх від плато Тандара. Вони складаються з високого плато та кількох гірських хребтів, що простягаються на північ і південь. У Чіманімані розташована гора Бінга, яка є найвищою вершиною Мозамбіку і водночас другою за висотою горою в Зімбабве. Через долини річок Муссапа-Гранде, що тече на схід, та Ньяньядзі, що тече на захід, проходить Муссапський перевал, який протягом століть був важливим торговим та міграційним шляхом через Східне нагір'я.
Південний край гір Чіманімані позначає рифтова долина Русіту-Танганда, по якій на захід тече річка Танганда, а на схід — річка Русіту. Від цього розлому на південь до Чіпінге простягається горбиста Чіпінгська височина, найвищою вершиною якої є гора Селінда висотою 1230 м.
Східне нагір'я є однією з частин великого гірського поясу, який простягається через всю Східну Африку, від Капських та Драконових гір в ПАР через плато Ньїка в Малаві, Рифтові гори навколо озера Танганьїка і Східноафриканське плоскогір'я до Ефіопського нагір'я на півночі. З геологічної точки зору основу Східного нагір'я складають докембрійські сланці, кварцити та інтрузивні долерити.
Східне нагір'я є вододілом для басейнів річок Замбезі та Саве. Річки, що беруть свій початок у високогір'ях на півночі регіону, такі як Гайрезі та Іньянгамбе, впадають у річку Замбезі біля міста Тете в Мозамбіку. Далі Замбезі тече на схід і впадає в Індійський океан. Річки, що стікають зі Східного нагір'я на південь, впадають у річку Саве. Саве бере свій початок в центральній частині Зімбабве, оминає гори регіону з півдня, після чого повертає на схід і впадає в Індійський океан. Також в горах на сході регіону беруть свій початок річки Бузі та Пунгве.

## Клімат
У передгір'ях і височинах Східного нагір'я переважає вологий субтропічний клімат (Cwa за класифікацією кліматів Кеппена), а в горах — високогірний субтропічний клімат (Cwb за класифікацією Кеппена). Загалом клімат регіону є більш вологий і рівний, ніж клімат навколишніх рівнин, і характеризується великою кількістю опадів, низькою хмарністю, густими ранковими туманами та сильною росою. На клімат регіону здійснюють значний вплив вологі повітряні маси, що надходять з Індійського океану на південному заході. Волога, що утримується в повітрі, конденсується і випадає у вигляді дощу або утворює туман, з якого лісова рослинність може отримувати вологу. Середньорічна кількість опадів в екорегіоні коливається від 741 до 2997 мм, залежно від експозиції. На східних схилах опадів випадає більше, ніж на західних. Більшість опадів випадає влітку, з листопада по квітень, тоді як з травня по липень триває зимовий сухий сезон. Навесні, з серпня до листопада, температура починає підвищуватись. Саме в цей час на високогірних луках виникають великі трав'яні пожежі. Взимку у високогір'ях часто трапляються нічні заморозки. Загалом мінімальні середньорічні температури в регіоні коливається від 9 °C до 12 °C, а максимальні — від 25 °C до 28 °C.

## Флора
Основними рослинними угрупованнями екорегіону є передгірські та гірські луки, поширені на великих пагорбах, що становлять значну частину Східного нагір'я. Основу густих низькотравних луків, поширених на великих висотах, складають звичайні лудетії (Loudetia simplex), колосисті шорсткоборідники (Trachypogon spicatus), абіссинські екзотеки (Exotheca abyssinica) та вишневі моноцимбії (Monocymbium ceresiiforme). На більш низьких висотах на родючих червоних ґрунтах переважає тритичинкова темеда (Themeda triandra), а на менш родючих білих пісках — звичайна лудетія (Loudetia simplex).
Одним із найбільш характерних типів рослинності Східного нагір'я є реліктовий вологий вічнозелений ліс, який зустрічається на східних схилах гір та в глибоких долинах і ущелинах, на висоті до 1500 м над рівнем моря. Цей ліс також називають дощовим лісом, оскільки потреба рослинності у воді забезпечується атмосферною вологою, а не ґрунтовими водами. Невеликі ділянки вологих вічнозелених лісів зустрічаються на східних схилах гір Ньянга, а також в горах Чіманімані, Бвумба і Горонгоса. Найвідомішою та найбільшою ділянкою дощових лісів регіону є ліс Чірінда, розташований на висоті від 1076 до 1250 м над рівнем моря на горі Селінда, за 48 км на південь від Чіпінге. За межами цього екорегіону невеликі ділянки подібних реліктових дощових лісів також зустрічаються на півночі Замбії та в Малаві.
Вологі вічнозелені ліси екорегіону є по суті субтропічними, але мають типову для вологих тропічних дощових лісів розвинену структуру, що складається з п'яти ярусів: лісового намету, розташованого на висоті 40-55 м над землею, суб-намету, нижнього деревного ярусу, чагарникового ярусу та наземного ярусу. Дерева в цих лісах вкриті численними ліанами та епіфітами. Домінуючими деревами, що складають основу лісового намету, є горонгоські гамбеї (Gambeya gorungosana), короткохвості крейбії (Craibia brevicaudata), чіріндські фікуси (Ficus chirindensis), лісові махагоні (Trichilia dregeana) та східноафриканські хаї (Khaya anthotheca). Останні досягають 65 м у висоту та мають діаметр стовбура близько 4,5 м. Серед більш низьких дерев, що складають суб-намет, слід відзначити таннодію Свіннертона (Tannodia swynnertonii), лісовий мавпячий помаранч (Strychnos mellodora) та лісову залізну сливу (Drypetes gerrardii). Нижній деревний ярус складається з підросту (молодих дерев) та інших невисоких дерев, таких як дієрвіллеподібні хейнсенії (Heinsenia diervilleoides), лісові ротманії (Rothmannia urcelliformis) та густоцвіті плейокарпи (Pleiocarpa pycnantha). У чагарниковому ярусі переважають запашні драцени (Dracaena fragrans) та різноманітні напівчагарники з родини акантових (Acanthaceae).
Іншим типом лісів, більш поширеним в екорегіоні, є сухий гірський ліс, рослини в якому отримують вологу з підземних вод. Сухі гірські ліси зустрічаються на більших висотах, ніж вологі вічнозелені ліси, приблизно на висоті від 1500 до 2000 м над рівнем моря. Вони характеризуються розвиненим деревним ярусом, а лісовий намет в них розташований на висоті 12-15 м над землею. Дерева в сухих лісах рідко виростають великими, більшість з них мають діаметр стовбура 5-30 см на рівні грудей. Жоден конкретний вид дерев не домінує в сухих гірських лісах, але з поширених в цих лісах видів слід відзначити ордалійне дерево (Erythrophleum suaveolens), мусадемове дерево (Blighia unijugata), голунгську занху (Zanha golungensis) та африканську гленнію (Glenniea africana). Дерева в сухих лісах оповиті лозами бунго (Saba comorensis), пірчастими пауллініями (Paullinia pinnata) та іншими здерев'янілими ліанами. Лісова підстилка зазвичай знаходиться у глибокій тіні, а трав'янистий покрив рідкісний. Натомість тут зустрічаються численні епіфіти та літофіти, і практично кожна гілка, стовбур або скеля вкриті мохами, серед яких ростуть ефіопські селезінники (Asplenium aethiopicum), рутолисті селезінники (Asplenium rutaefolium), оленячі язики Обера (Elaphoglossum aubertii), тонколистники Куна (Hymenophyllum kuhnii) та різні види плаунів (Lycopodium spp.), солодиць (Polypodium spp.), стрептокарпусів (Streptocarpus spp.), віттарій (Vittaria spp.) і орхідей (Orchidaceae). 
На більших висотах, де клімат стає сухішим, ліси стають більш склерофільними, і в них починають домінувати голонасінні, зокрема гірські кипариси (Widdringtonia nodiflora), муланджеські ногоплідники (Podocarpus milanjianus) та африканські яловці (Juniperus procera). Ліани стають більш рідкісними, але епіфітні мохи та стрептокарпуси продовжують вкривати дерева.
По всьому екорегіону на добре дренованих схилах на висоті до 2100 м над рівнем моря зустрічаються міомбові рідколісся. Вони можують бути як густими, так і відкритими, а серед дерев, що складають їх основу, слід відзначити зеброве дерево (Brachystegia spiciformis), гірську акацію (Brachystegia tamarindoides) та солодку уапаку (Uapaca kirkiana), які скидають листя під час сухого сезону. Дерева в міомбо досить невеликі, 3-6 м у висоту. Наземна флора представлена травами, зокрема діагональною пальчаткою (Digitaria diagonalis), звичайною лудетією (Loudetia simplex) та тритичинковою темедою (Themeda triandra), папоротями, зокрема різними видами пеллеї (Pellaea spp.), та повзучими рослинами, такими як гостролиста сарсапарель (Smilax anceps).
У південній частині екорегіону навколо міста Чіпінге, а також уздовж західних схилів нагір'я Іньянга та на південних схилах гори Горонгоса, де випадає багато опадів, зустрічається напіввічнозелена лісиста савана, в якій домінує слива мобола (Parinari curatellifolia), вічнозелене дерево, яке досягає 15 м заввишки. Ці дерева зазвичай утворюють моновидові насадження, але іноді зустрічаються у поєднанні з широколистяними фореями (Faurea rochetiana) та вербовими фореями (Faurea saligna).
У високогір'ях Чіманімані та Горонгоси, на висоті понад 1200 м над рівнем моря, на бідних, кислих, кварцитових піщаних ґрунтах поширені гірські пустища. У вересових пустищах домінують еріки Сіма (Erica simii), шеститичинкові еріки (Erica hexandra), багатотичинкові еріки (Erica pleiotricha), ланцетні еріки (Erica lanceolifera), еріки Джонстона (Erica johnstoniana), ерікоподібні філіки (Phylica ericoides) та гірські горобинчики (Passerina montana), а в протейних — кафрські протеї (Protea caffra spp. gazensis), протеї Вельвіча (Protea welwitschii) та скельні білоплідники (Leucospermum saxosum). Серед ендемічних рослин, що зустрічаються у високогір'ях регіону, слід відзначити Cryptostephanotis vansonii, Cyrtanthus rhodesianus та Scadoxus pole-evansii.
Розподіл різних рослинних угруповань екорегіону залежить від висоти над рівнем моря, експозиції, клімату та ґрунтів, а також від впливу вогню та морозу. Луки підтримуються щорічними пожежами, які відбуваються наприкінці сухого сезону, з серпня по жовтень. Сухі гірські ліси обмежені ділянками з високою вологістю ґрунту і постійним доступом до підземних вод, які дозволяють пережити сухий сезон. Їх можна знайти в долинах постійних річок та струмків, де ґрунти добре дреновані. Наявність води створює вологе середовище проживання, в якому протягом року зустрічаються рясні зелені зарості, не надто вразливі до пожежі. Річкові долини також топографічно захищені від вогню та морозу. Там де ґрунт добре дренований, але постійний доступ до підземних вод відсутній, поширені сухі рідколісся, дерева в яких скидають листя протягом сухого сезону. Домінуючі породи дерев в рідколіссях є вогнестійкими, хоча рідкісний наземний покрив гарантує, що вогонь не охопить ліс з такою ж інтенсивністю, як прилеглі луки. Невеликі ділянки вологих вічнозелених дощових лісів обмежені територіями, де цілорічно спостерігається висока атмосферна вологість у вигляді дощів, низьких хмар, ранкових туманів та рос. Закритий лісовий намет також допомагає підтримувати вологе середовище всередині лісу. Крім того, дощові ліси обмежені ділянками, на яких переважають долеритові червоноглинисті ґрунти, які добре зберігають вологу.

## Фауна
Різноманіття рослинних угруповань сприяє багатству фауни екорегіону. У лісах регіону зустрічається багато невеликих ссавців — блакитних мартишок (Cercopithecus mitis erythrarchus), пальмових нандіній (Nandinia binotata), мінливих сонячних білок (Heliosciurus mutabilis), рудих кущових білок (Paraxerus palliatus), товстохвостих галаго (Otolemur crassicaudatus) та реліктових східноафриканських криланів (Myonycteris relicta). У підліску мешкають звичайні дуїкери (Sylvicapra grimmia), блакитні дуїкери (Philantomba monticola), чагарникові свині (Potamochoerus larvatus), темноногі мишоподібні землерийки (Myosorex cafer) та чотирипалі стрибунці (Petrodromus tetradactylus).
На відкритих луках та пустищах зустрічається менше видів ссавців, ніж у лісах. Серед ссавців, поширених на луках регіону, слід відзначити антилопу-стрибуна (Oreotragus oreotragus), бабуїна (Papio cynocephalus),  звичайну канну (Taurotragus oryx) та капського дамана (Procavia capensis). В горах регіону мешкають африканські леопарди (Panthera pardus pardus), які полюють на ссавців, пересуваючись між лісами та луками. Ендеміками екорегіону є рідкісні селіндські саванники (Aethomys silindensis), златокроти Арендса (Carpitalpa arendsi) та горонгоські підковики (Rhinolophus gorongosae).
Орнітофауна екорегіону вирізняється високим різноманіттям. Серед птахів, що зустрічаються в лісах регіону, слід відзначити чубату цесарку (Guttera pucherani), калао-трубача (Bycanistes bucinator). мозамбіцького турако (Tauraco livingstonii), фіолетовочубого турако (Tauraco porphyreolophus), вінценосного орла (Stephanoaetus coronatus), африканську сову-лісовика (Strix woodfordii), африканського вінаго (Treron calvus), зеленого трогона (Apaloderma narina), білогузого барбікана (Stactolaema leucotis), рудокрилого приріта (Batis capensis), східного монарха (Trochocercus cyanomelas), гірську ельмінію (Elminia albonotata), оливкового нектарика (Cyanomitra olivacea sclateri), бронзову нектарку (Nectarinia kilimensis), лісового ткачика (Ploceus bicolor) та зеленоголового червоногуза (Cryptospiza reichenovii), а серед тих, що зустрічаються на луках, — турача Шелі (Scleroptila shelleyi), птаха-секретаря (Sagittarius serpentarius), саванового боривітра (Falco rupicolus), африканського фірлюка (Mirafra africana), коричневого фірлюка (Mirafra rufocinnamomea), лучну таміку (Cisticola tinniens), рудохвостого трактрака (Oenanthe familiaris), ефіопського астрильда (Coccopygia quartinia) та чорнощокого луговика (Ortygospiza atricollis). У високогірних пустищах регіону зустрічаються рудоволі цукролюби (Promerops gurneyi), малахітові нектарки (Nectarinia famosa) та зімбабвійські серпокрильці (Schoutedenapus myoptilus). Майже ендемічними представниками екорегіону є смугастощокі бюльбюлі (Arizelocichla milanjensis) та родезійські колоратки (Swynnertonia swynnertoni). Ендеміками Східного нагір'я є замбійські принії (Oreophilais robertsi) та попелясті нікорники (Apalis chirindensis).
В лісах регіону зустрічається багато сцинків, геконів, ящірок, змій та жаб, які знаходять прихисток в лісовій підстилці та гнилій деревині. Серед амфібій, поширених в лісах регіону, слід відзначити жовтоплямисту лісову жабу (Leptopelis flavomaculatus), а серед плазунів — південноафриканського пітона (Python natalensis), габонську гадюку (Bitis gabonica), буру лісову кобру (Naja subfulva), вузькоголову мамбу (Dendroaspis angusticeps), африканського бумсланга (Dispholidus typus) та деревну агаму (Acanthocercus atricollis). На луках і пустищах регіону зустрічаються шиплячі гадюки (Bitis arietans) та червоногубі змії (Crotaphopeltis hotamboeia). Шість видів земноводних та вісім видів плазунів є ендеміками регіону. Серед ендемічних плазунів, поширених в горах Східного нагір'я, слід відзначити карликового хамелеона Маршалла (Rhampholeon marshalli), карликового гекона Бернарда (Lygodactylus bernardi), двокольорового безногого сцинка (Acontias bicolor) та люту амфісбену (Zygaspis ferox). Ендеміком гори Горонгоса є горонгоський карликовий хамелеон (Rhampholeon gorongosae).
Характерним елементом лісів екорегіону є численні метелики, багато видів яких можна побачити в повітрі після дощу. Найбільшими з них є імператорський косатець (Papilio ophidicephalus) та цитриновий косатець (Papilio demodocus). які належать до родини косатцевих (Papilionidae). Серед інших великих та яскравих метеликів, поширених в екорегіоні, слід відзначити королівського лісового харакса (Charaxes xiphares), золотосмугу еуфедру (Euphaedra neophron) та зелену лісову німфу (Euryphura achlys) з родини сонцевиків (Nymphalidae).
Прохолодні гірські струмки зі швидкою течією створюють водні середовища існування, відмінні від тих, що зустрічаються на навколишніх рівнинах. Серед ендемічних риб, що зустрічаються у високогір'ях регіону, слід відзначити Labeo baldasseronii, Chrysichthys hildae, Labeobarbus pungweensis та Parakneria mossambica.

## Збереження
Гірським лісам регіону загрожує вирубка, а луки Східного нагір'я вразливі до спричинених людьми пожеж. Значна кількість вологих дощових лісів, які за визначенням ростуть на добре зволоженій родючій землі, за останні століття були знищені, а на їх місці були створені сільськогосподарські угіддя. Вологий клімат ідеально підходить для вирощування чаю, кави та цінної деревини. Однак значна частина гірських сухих лісів, луків, рідколісь та високогірних пустищ регіону збереглася, особливо на великих висотах, не придатних для ведення землеробства.
Оцінка 2017 року показала, що 874 км², або 11 % екорегіону, є заповідними територіями. Природоохоронні території включають: Національний парк Ньянга в горах Ньянга, Лісовий ботанічний заповідник Бунга в горах Бвумба, а також Національний парк Чіманімані в Зімбабве та Національний парк Чіманімані в Мозамбіку, які разом складають ядро Транскордонної заповідної зони Чіманімані у однойменних горах.